# متغيرة الحرارة

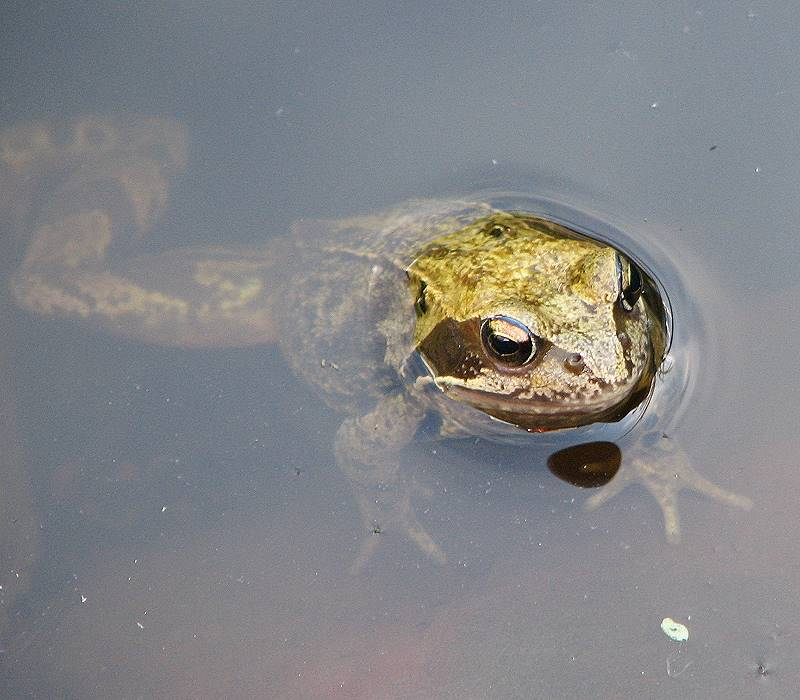
يعتبر الضفدع من الكائنات المتغيرة الحرارة.

متغيرة الحرارة أو متبدلة الحرارة (باليونانية: Poikilotherm)‏ (تعني: poikilos = ποικίλος = «متغير»؛ thermē = θέρμη = «حرارة»). وهي كائنات حية تتغير لديها درجة الحرارة الداخلية بشكل كبير. وهي عكس ثابتة الحرارة التي تحافظ على الاستتباب الحراري. يكون التغير في درجة الحرارة عادة نتيجة للتغير في درجة الحرارة البيئية المحيطة. كثير من «خارجيات الحرارة» الأرضية تعتبر متغيرة الحرارة. ولكن بعض خارجيات الحرارة تبقى في بيئة ذات درجة حرارة ثابتة لدرجة أنها تكون قادرة على الحفاظ على درجة حرارتها الداخلية بشكل ثابت (مثل ثابتة الحرارة).